# Bas-Pô
Le Bas-Pô (en italien Basso Po) était un ancien département de la république cispadane, de la république cisalpine, de la république italienne, puis du royaume d'Italie de 1797 à 1815. Il a été nommé d'après le fleuve Pô, et avait pour chef-lieu Ferrare.

## Histoire
Le département fut créé le 5 janvier 1797 lors de la création de la république cispadane sous le nom de département « de Ferrare », puis « du Pô ». 
Lors de la fusion avec la république cisalpine, le département fut renommé « Bas-Pô », car il avait déjà un département cisalpin du Pô (renommé pour sa part Haut-Pô).
Le 8 juin 1805, le Bas-Pô perd quelques communes au profit du Mincio. En décembre 1807, il cède quelques communes au département de l'Adriatique.
Ce département est éphèrement recréé entre avril et mai 1815 lors de la reconquête des régions méridionales et centrales du royaume d'Italie par Joachim Murat.